# Luis Fajardo
Luis Alfonso Fajardo Posada (* 18. Juni 1963 in Medellín) ist ein ehemaliger kolumbianischer Fußballspieler. Auf Vereinsebene gewann er mit Atlético Nacional die Copa Libertadores 1989 und nahm ferner auf internationaler Ebene mit der Nationalmannschaft seines Heimatlandes an der Fußball-Weltmeisterschaft 1990 in Italien teil.

## Karriere

### Vereinskarriere
Luis Fajardo, geboren am 18. Juni 1963 in der kolumbianischen Metropole Medellín, erlernte das Fußballspielen in der Jugend des dort ansässigen Vereins Atlético Nacional, der er bis 1983 angehörte. Im Alter von zwanzig Jahren debütierte er in der ersten Mannschaft und spielte fortan bis 1992 für seinen Arbeitgeber. In neun Jahren brachte es der Mittelfeldspieler auf 169 Ligaspiele mit vierzehn Torerfolgen. Ohne überhaupt vorher einmal Meister oder Pokalsieger geworden zu sein, zeigte sich Atlético Nacional in der Saison 1989 plötzlich ausgesprochen erfolgreich in der Copa Libertadores, dem wichtigsten Wettbewerb für Vereinsmannschaften in Lateinamerika. In der KO-Phase eliminierte das Team von Trainer Francisco Maturana nacheinander den Racing Club aus Argentinien, Ligakonkurrent Los Millonarios sowie das uruguayische Team von Danubio FC und stand damit zum ersten Mal in der Vereinsgeschichte im Endspiel des Turniers. Dort traf man auf Olimpia Asunción aus Paraguay. Im Elfmeterschießen des Rückspiels setzte sich Atlético Nacional gegen die Paraguayer durch und holte zum ersten Mal überhaupt die Copa Libertadores nach Kolumbien, nachdem zuvor einige Finalspiele kolumbianischer Mannschaften verloren gegangen waren. Luis Fajardo wurde in beiden Finalspielen eingesetzt. Während er die 0:2-Niederlage im Hinspiel über die komplette Spieldauer erlebte, wurde er im Rückspiel in der 85. Spielminute gegen Níver Arboleda ausgetauscht und war somit im Elfmeterschießen keiner der Schützen.
Zwei Jahre nach diesem Triumph in der Copa Libertadores gelang Luis Fajardo dann auch endlich einmal der Gewinn der kolumbianischen Fußballmeisterschaft mit Atlético Nacional. In der Saison 1991 belegte man in der Finalrunde knapp den ersten Platz vor América de Cali und konnte die erste Meisterschaft seit zehn Jahren bejubeln. 
Nach Saisonende 1992 verließ Luis Fajardo Atlético Nacional und spielte ein Jahr lang für Atlético Huila, ebenfalls in der Categoría Primera A angesiedelt. Hier brachte er es auf 36 Einsätze im Ligabetrieb mit zwei Toren. Nach nur einem Jahr kehrte der mittlerweile 30-jährige Fajardo Huila aber wieder den Rücken und ging zurück nach Medellín, allerdings zu Nacionals Lokalrivalen Independiente Medellín. Bei dem Verein, der damals allerdings nicht zu den Topadressen des kolumbianischen Fußballs gehörte, spielte er noch in den Jahren 1994 und 1995 aktiv Fußball, ehe er seine Karriere als Fußballspieler 1995 im Alter von 32 Jahren beendete.

### Nationalmannschaft
In den Jahren 1989 und 1990 wurde Luis Fajardo in fünfzehn Länderspielen für die kolumbianische Fußballnationalmannschaft eingesetzt. Dabei gelang ihm ein Treffer. Von Nationaltrainer Maturana wurde er ins Aufgebot der Südamerikaner für die Fußball-Weltmeisterschaft 1990 in Italien berufen, was das erste Weltturnier seit 1962 darstellte, für das sich Kolumbien hatte qualifizieren können. Luis Fajardo wurde im Turnierverlauf zweimal eingesetzt. Nachdem er die beiden ersten Gruppenspiele gegen die Vereinigten Arabischen Emirate (Endstand: 2:0) sowie Jugoslawien (Endstand: 0:1) verpasst hatte, spielte Fajardo das dritte Gruppenspiel gegen den späteren Weltmeister Deutschland beim 1:1-Unentschieden über die gesamte Spielzeit. Auch im darauffolgenden Achtelfinalmatch gegen Underdog Kamerun spielte er von Beginn an, wurde aber in der 57. Minute durch Arnoldo Iguarán ersetzt. Kolumbien unterlag in der Verlängerung mit 1:2 und schied aus dem Turnier aus. Danach endete auch die Länderspiellaufbahn von Luis Fajardo.

## Erfolge
- Copa Libertadores: 1×

1989 mit Atlético Nacional
- Copa Interamericana: 1×

1990 mit Atlético Nacional
- Categoría Primera A: 1×

1991 mit Atlético Nacional